# سلامة المختبر
تنطوي العديد من المخابر على أخطار محدّدة، ويتطلب منع وقوع الحوادث في المخبر رعايةً عالية ويقظة مستمرة. تتضمن أمثلة عن عوامل الخطر الفولطيات العالية والضغوط والحرارة العالية والمنخفضة والمواد الكيميائية الأكّالة والسامة والأبخرة الكيميائية والإشعاع والحريق والانفجارات، بالإضافة إلى الأخطار البيولوجية بما فيها العضويات المعدية وذيفاناتها.
تتضمن الإجراءات المتّبعة للحماية من حوادث المخبر تعليم أو تدريب السلامة وإقرار سياسات تضمن السلامة في المخبر وتفقّد سلامة التصاميم التجريبية واستخدام معدات الوقاية الشخصية واتباع نظام الأصدقاء (buddy system) في عمليات خطرة محدّدة.
يخضع العمل المخبري في العديد من البلدان إلى قوانين الصحة والسلامة. في بعض الحالات، يمكن للنشاطات المخبرية أن تُحدث أخطارًا على الصحة البيئية، على سبيل المثال، التصريف المدروس أو العرضي للمواد السامة أو المعدية من المخبر إلى البيئة.

## الأخطار الكيميائية
تمثّل المواد الخطرة تهديدات جسدية و/أو صحية للعاملين في المخبر السريري والصناعي والأكاديمي. تتضمن المواد الكيميائية المخبرية العوامل المسرطنة (كارسينوجين) والذيفانات (مثل الذيفانات التي تؤثّر على الكبد والكلية والجهاز العصبي) والمهيجات والمواد الأكّالة والمحسّسات، بالإضافة إلى العوامل التي تعمل على النظام الدموي أو تُؤذي الرئتين أو الجلد أو العينين أو الأغشية المخاطية.
تقييم الأخطار السمية لمواد كيميائية مخبرية محدّدة:
1. المواد السامة الحادة
2. المهيجات والمواد الأكالة والمحسسات
3. المواد الأكالة
4. المحسسات
5. المواد الخانقة
6. السموم العصبية

## الأخطار البيولوجية

### الأخطار البيولوجية والسموم البيولوجية
يواجه العديد من عمال المخابر التعرض اليومي للأخطار البيولوجية. تتواجد هذه الأخطار في العديد من المصادر في المخبر مثل الدم وسوائل الجسم وعينات الزرع والنسج الحيوية والجثث وحيوانات التجربة، بالإضافة إلى العاملين الآخرين.
أما العوامل البيولوجية المنظمة بشكل اتحادي (مثل الفيروسات والجراثيم والفطور والبريونات) والذيفانات التي تملك القدرة بتشكيل خطر شديد للصحة العامة والسلامة، بالنسبة لصحة الحيوان أو النبات أو للمنتجات الحيوانية أو النباتية:
1. الجمرة الخبيثة: وهو مرض معدي حاد مسبب بجراثيم مشكلة للبويغة تدعى العصوية الجمرية.
2. إنفلونزا الطيور: التي تُحدث بفيروس الإنفلونزا أ
3. التسمم السجقي: تترافق حالات التسمم السجقي عادةً مع استهلاك الأطعمة المحفوظة
4. التسمم الغذائي: يُحدث التسمم الغذائي بالفيروسات والجراثيم والطفيليات والذيفانات والمعادن والبريونات (وهي أجزاء بروتينية مجهرية). تتراوح الأعراض بين الالتهاب المعدي المعوي الخفيف إلى المتلازمات العصبية والكبدية والكلوية المهدّدة للحياة.
5. فيروسات هنتا: والتي تنتقل إلى البشر عن طريق فضلات الفئران والجرذان المجففة وبولها ولعابها.
6. داء الفيالقة: وهو مرض جرثومي يرتبط عادةً مع بخاخات الماء
7. العفن والفطور: ينتج ويطلق العفن والفطور ملايين الأبواغ الصغيرة إلى الهواء والماء أو الحشرات التي تنقلها، والتي قد تملك تأثيرات سلبية على صحة الإنسان، بما في ذلك التفاعلات التحسسية والربو والمشاكل التنفسية الأخرى.
8. الطاعون: تبلغ منظمة الصحة العالمية عن 1000 إلى 3000 حالة إصابة بالطاعون سنويًا. يمكن أن يؤدي إطلاق إرهابي بيولوجي للطاعون إلى انتشار سريع للشكل الرئوي للمرض، الأمر الذي يؤدي إلى نتائج وخيمة.
9. ريسين: يعد الريسين أحد أكثر الذيفانات المنتجة في النبات سمية وسهولة في الإنتاج. استخدم سابقًا كسلاح إرهابي بيولوجي ويبقى يشكل تهديدًا فعليًا.
10. الجدري: وهو مرض شديد العدوى فريد بالبشر. يُقدّر أن هناك ما لا يتجاوز 20% من السكان لديهم أي شكل من أشكال المناعة نتيجة لقاح سابق.
11. داء توليري: المعروف أيضًا باسم «حمى الأرانب» أو «حمى ذبابة الغزال» وهو مرض شديد العدوى. تسبب بعض الجراثيم نسبيًا الإصابة بهذا المرض. ولهذا السبب هو سلاح ملفت يستخدم في الإرهاب البيولوجي.

## الأخطار الفيزيائية وغيرها
إلى جانب التعرض للمواد الكيميائية والعوامل الحيوية، يمكن لعمال المخبر أن يتعرّضوا لجملة من الأخطار الفيزيائية. تتضمن بعض الأخطار الفيزيائية الشائعة: الأخطار الإرغونومية والإشعاع المؤين وغير المؤين وأخطار الضوضاء.

### الأخطار الإرغونومية
يتعرض عمال المخبر لخطر الإصابات المرتبطة بالحركة المستمرة أثناء الإجراءات المخبرية الروتينية مثل التوزيع بالممص واستخدام المجاهر وتشغيل المشراح واستخدام عدادات الخلايا ولوحة المفاتيح في مواقع عمل الحواسيب. تتطور إصابات الحركة المتكررة مع الوقت وتحدث عند إجهاد العضلات والمفاصل. يحدث التهاب في الأوتار وتقرص الأعصاب ويتقيّد تدفق الدم. يمكن أن يؤدّي الوقوف والعمل بوضعيات غير ملائمة في كمات المخابر/ حجرات السلامة البيولوجية أيضًا إلى مشاكل إرغونومية.

## أخطار السلامة

### الموصدة وأجهزة التعقيم
يجب تدريب العاملين على التعرف على احتمال التعرض للحروق أو الجروح التي قد تحدث من مناولة أو ترتيب المواد المعقمة الساخنة أو الأدوات الحادة عند إخراجها من الموصدة أو أجهزة التعقيم أو من خطوط البخار التي تدخل في عمل الموصدة.

### أجهزة النبذ المركزي
تبدي أجهزة النبذ المركزي، نظرًا للسرعة العالية التي تعمل بها، احتمالًا عاليًا بأن تسبب إصابة للمستخدمين في حال لم تُستخدم بشكل صحيح. يمكن أن تؤدي دورات النبذ المركزي غير المتوازنة إلى حدوث إصابات، قد تصل للموت. ينتج عن انكسار حاويات العينات، انطلاق هباء قد يكون ضارًا عند استنشاقه. تعود أغلب حوادث النبذ المركزي إلى خطأ المستخدم.

### الغازات المضغوطة
المعايير المخبرية للغازات المضغوطة
1. هو غاز أو مزيج من الغازات مجموعة في حاوية تحت ضغط مطلق يتجاوز 40 رطلًا لكل بوصة مربعة عند درجة 70 فهرنهايت (21.1 درجة مئوية)، أو[7]
2. هو غاز أو مزيج من الغازات تحت ضغط مطلق يتجاوز 104 رطل لكل بوصة مربعة عند درجة 70 فهرنهايت (21.1 درجة مئوية)، أو
3. هو سائل له ضغط بخار يتجاوز 40 رطل لكل بوصة مربعة عند 100 درجة فهرنهايت (37.8 درجة مئوية) وفقًا للجمعية الأمريكية لاختبار المواد «إيه اس تي ام».

### الحريق

حريق

الحريق هو الخطر الأكثر جديةً وشيوعًا الذي يواجه الشخص في المخبر التقليدي. بالرغم من تقليل الإجراءات المناسبة والتدريبات من احتمال نشوب الحرائق العرضية، يبقى من الواجب على عمال المخبر أن يكونوا على استعداد للتعامل مع الحالات الطارئة الناجمة عن الحريق في حال حدوثه. عند التعامل مع حريق المخبر، يجب وضع جميع حاويات المواد المعدية في الصاد الموصد والحواضن والثلاجات لاحتوائها.
تعد حرائق المقاعد العالية في مساحات المخبر شائعة الحدوث، فيما تكون حرائق المخابر الكبيرة نادرة. بالرغم من ذلك، يشكل خطر حدوث إصابة بالغة أو وفاة احتمالًا كبيرًا، لأن حمل الوقود ومستوى الخطر في المخابر مرتفع للغاية. هناك احتمال نشوب حرائق في المخابر، بشكل خاص تلك التي تستخدم المذيبات بكميات كبيرة، بالإضافة إلى الانفجارات وانتشار سريع للنيران والسمية العالية لمنتجات الحرق (الحرارة والدخان واللهب).

### الأواني الزجاجية
- يعد الزجاج المكسور مؤشّرًا إلى أخطار إصابات بالمواد الحادة
- يجب وضع حماية للعين بشكل صحيح في أغلب التجارب التي تنطوي على استخدام أواني زجاجية
- يمكن أن يشكل إدخال قضيب زجاجي من خلال سدادة احتمالية جرح مسبب بطعن أو إصابة بالمواد الحادة في حال انكسر القضيب. يجب حماية وتغطية اليدين.
- يمكن أن تصبح المفاصل الزجاجية الأرضية عرضة لخطر الانكسار في حال تجمّدها.
- يجب التخلص من الزجاج المكسور وغيره من النفايات في حاوية منفصلة تحمل علامة خاصة للإشارة إلى محتواها.
- يجب عنونة الزجاج دائمًا للإشارة إلى محتواه
- يمكن أن يسبب التسخين أو التبريد السريع تمدّدًا حراريًا غير متكافئ، الأمر الذي يشكل توتّرًا ميكانيكيًا عاليًا على السطح، وبالتالي يسبب انكساره.
- يحدث انكسار الزجاج عندما يصبح الأشخاص الجدد على المخبر قليلي الصبر أو مستعجلين ويقومون بتسخين الأواني الزجاجية، وبشكل خاص الكبيرة منها، بشكل سريع، الأمر الذي يشكل مصدرًا للقلق. يجب إبطاء عملية تسخين الأواني الزجاجية باستخدام مواد عازلة، مثل الرقائق المعدنية أو الصوف، أو أدوات خاصة مثل أحواض التسخين أو غطاء التدفئة أو الصفائح الساخنة الخاصة بالمخبر، لمنع انكسار الأدوات الزجاجية.
- يشبه الزجاج الساخن الزجاج البارد، وبالتالي يجب أن يكون الشخص حريصًا على تجنب مسك الأواني الزجاجية الساخنة
- يمكن للأواني الزجاجية أن تنفجر في حال كان البخار المستنفذ مقيّدًا بأي شكل من الأشكال، بالتالي يجب تهوية أي جهاز.
- يمكن للأواني الزجاجية أن تنهار أو تنفجر داخليًا تحت الضغط السلبي
- عند توصيل المفاصل، من مسؤولية الشخص المشرف على التجربة تحديد الوصل أو الختم الصحيح. على سبيل المثال، قد تبعث شرائط «بّي تي اف أي» والشحوم أو الزيوت ذات أساس من فلوروإتير، أبخرة بيرلوروإيزوبيوتيلين السامة في حال تجاوزها درجات الحرارة المضبوطة.[9][10][11]